# Os Paralamas do Sucesso
Os Paralamas do Sucesso è un gruppo rock brasiliano fondato nel 1981 a Seropédica.

## Formazione

### Membri attuali
- Herbert Vianna, voce e chitarra
- Bi Ribeiro, basso
- João Barone, batteria e backing vocals

### Membri precedenti
- Vital Dias, batteria
- Demétrio Bezerra,  tromba
- Senô Bezerra, trombone
- Eduardo Lyra, percussioni
- Mattos Nascimento, trombone

### Membri non ufficiali
- João Fera (quarto paralama) - tastiere, chitarra e backing vocals
- Monteiro Jr. (quinto paralama) - sassofono
- Bidu Cordeiro (sesto paralama) - trombone

## Discografia

### Album studio
- (1983) Cinema Mudo
- (1984) O Passo do Lui
- (1986) Selvagem?
- (1988) Bora Bora
- (1989) Big Bang
- (1991) Os Grãos
- (1994) Severino
- (1996)  Nove Luas
- (1998)  Hey Na Na
- (2002) Longo Caminho
- (2005) Hoje
- (2009) Brasil Afora

### Live
- (1987) D
- (1995) Vamo Batê Lata
- (1999) Acústico MTV
- (2000) Titãs & Paralamas Juntos Ao Vivo
- (2004) Uns Dias Ao Vivo
- (2007) Rock in Rio 1985
- (2008) Paralamas e Titãs Juntos e Ao Vivo

### Raccolte
- (1990) Arquivo
- (2000) Arquivo II
- (2006) Perfil: Vol. I
- (2006) Perfil: Vol. II
- (2010) Arquivo 3
- (2010) Novelas